# Åländska Studentlaget
Åländska Studentlaget vid Åbo Akademi r.f. (ÅSL) är en studentförening för studenter som studerar i Åbo och som är bördiga från Åland eller åländskt sinnade. Föreningen grundades 1933 med Otto Andersson som eldsjäl och grundare. Föreningen ordnar olika evenemang för sina medlemmar, såsom sitsar, resor, diskussionskvällar och sportevenemang. 
Föreningen har en medlemstidning som utkommer en gång i året vid namn Strömmingsbladet. 